# تیونر (فیلم)
تیونر (انگلیسی: Tuner) یک فیلم دلهره‌آور آماده اکران کانادایی به کارگردانی دانیل روهر بر اساس فیلمنامه‌ای از روهر و رابرت رمزی است. در این فیلم لئو وودال، داستین هافمن، هاوانا رز لیو، ژان رنو، لیور راز، گیل کوهن و توا فلدشو به ایفای نقش می‌پردازند.

## داستان
مهارت‌های دقیق یک تیونر پیانو با استعداد برای کوک پیانو، او را به کشف استعداد غیرمنتظره‌ای برای شکستن گاوصندوق‌ها سوق می‌دهد و زندگی او را زیر و رو می‌کند.

## ساخت
فیلمبرداری در اکتبر ۲۰۲۴ در تورنتو آغاز شد.